# 鈴木周次郎
鈴木 周次郎（すずき しゅうじろう、1892年（明治25年）8月16日 - 1968年（昭和43年）9月14日）は、大正から昭和期の農業経営者、実業家、政治家。衆議院議員、福島県信夫郡杉妻村長。酪農・畜産業の振興に尽力し「牛の周次郎」と称された。

## 経歴
福島県信夫郡杉妻村伏拝（現福島市伏拝）で、素封家・鈴木周三郎の長男として生まれる。1913年（大正2年）専修大学専門部経済科を卒業。1940年（昭和15年）家督を相続した。
父の事業に参画して、銀行業、紡績業、電力などの地方産業の振興に尽力した。1927年（昭和2年）以降、畜産振興に取り組み、和牛飼育の導入・研究、乳牛・豚・緬羊の飼育普及、人工授精の奨励、森永乳業取締役として福島工場の設立などに尽くした。また、福島畜産組合長、福島県酪農販売購買利用組合長、同畜産組合連合会長、同畜牛生産指導農業協同組合連合会長、信夫郡農業会長、日本酪農講習所理事、北日本酪農連盟会長、福島畜産農業協同組合連合会長、全国和牛連盟会長、全国和牛農業協同組合連合会理事などを務めた。その他、森永東北農産工業社長、長南実業専務取締役、鈴周同印刷専務取締役、大沼電灯社長、鈴木実業銀行重役、専修大学理事などに在任した。
政界では、福島県会議員（14年間在任）、杉妻村長（12年間在任）、公立福島病院組合管理者などを務めた。1946年（昭和21年）4月、第22回衆議院議員総選挙で福島県全県区から日本進歩党所属で出馬して当選。その後、公職追放となった。
追放解除後、福島県第1区から第25回（1952年10月、自由党公認）、第26回総選挙（1953年4月、分派自由党公認）に立候補したが落選。1955年（昭和30年）2月の第27回総選挙に日本民主党公認で出馬して再選され、衆議院議員に通算2期在任した。しかし、1957年（昭和32年）公職選挙法違反による当選無効が確定し、同年9月に実施された再選挙に自由民主党から立候補したが次点で落選した。